# روش‌های پروتئینی
روش‌های پروتئینی تکنیک‌هایی هستند که برای مطالعه پروتئین‌ها استفاده می‌شود. روش‌های تجربی برای مطالعه پروتئین‌ها وجود دارد (به عنوان مثال برای تشخیص پروتئین‌ها، برای جداسازی و خالص کردن پروتئین‌ها و برای مشخص کردن ساختار و عملکرد پروتئین‌ها، اغلب لازم است پروتئین برای اولین بار خالص شوند).
روش‌های محاسباتی (Computational method) معمولاً از برنامه‌های کامپیوتری برای تجزیه و تحلیل پروتئین استفاده می‌کنند. با این وجود، بسیاری از روش‌های تجربی (به عنوان مثال، طیف‌سنجی جرمی (mass spectrometry)) نیاز به تجزیه و تحلیل محاسباتی داده‌های خام دارند.

## روش‌های ژنتیکی
تجزیه و تحلیل تجربی پروتئین‌ها به‌طور معمول نیاز به بیان و خالص سازی پروتئین‌ها دارد. بیان، با دستکاری DNA که پروتئین (های) مورد نظررا رمزگذاری می‌کند، صورت می‌گیرد. از این رو، تجزیه و تحلیل پروتئین معمولاً به روش‌های DNA، به ویژه کلونینگ نیاز دارد.
بعضی از این روش‌های ژنتیکی عبارتند از ترجمه مفهومی (conceptual translation)، موتاژنز هدفمند (Site-directed mutagenesis)، استفاده از یک پروتئین ادغامی (fusion protein) و تطبیق آلل با حالت‌های بیماری. برخی از پروتئین‌ها هرگز به‌طور مستقیم توالی یابی نشده‌اند، با این حال با ترجمه کدون‌ها از توالی‌های mRNA ی شناخته شده به اسیدهای آمینه با روشی که به عنوان ترجمه مفهومی شناخته شده‌است، تعیین گردیده‌اند. طی موتاسیون هدفمند، به صورت انتخابی در ساختار پروتئین تغییر ایجاد می‌شود. به دنبال آن تغییر ایجاد شده در فنوتیپ مورد بررسی قرار می‌گیرد.
پروتئین‌های ادغامی با متصل کردن برچسب‌های پروتئینی مانند His tag به پروتئین ساخته می‌شوند. در نتیجه امکان ردیابی پروتئین تغییر یافته، به راحتی فراهم می‌گردد.

## استخراج پروتئین از بافت
استخراج پروتئین از بافت‌هایی با ماتریکس‌های خارج سلولی سخت (به عنوان مثال نمونه‌های بیوپسی، بافت‌های وریدی، غضروف، پوست) اغلب در محیط آزمایشگاهی از طریق پودر کردن و ساییدن در نیتروژن مایع به دست می‌آید. نمونه‌ها در نیتروژن مایع منجمد می‌شوند و سپس تحت تأثیر ضربه و سایش مکانیکی قرار می‌گیرند.

## خالص سازی پروتئین
- جداسازی پروتئین

- روش‌های کروماتوگرافی: تبادل یونی (ion exchange)، کروماتوگرافی جداسازی بر اساس اندازه (size-exclusion chromatography) (یا فیلترکردن ژل)، کروماتوگرافی تمایلی (affinity chromatography)
- استخراج پروتئین و محلول سازی
- تغلیظ محلول پروتئین
- الکتروفورز ژل

- الکتروفورز ژل تحت شرایط دناتوره
- الکتروفورز ژل تحت شرایط غیر دناتوره
- الکتروفوز ژل 2D
- الکتروفوکوس

## تشخیص پروتئین‌ها
روش‌های غیر اختصاصی که به منظور سنجش کل پروتئین‌ها بکار می‌رود:
ز آنجاییکه آب نمونه‌ها در این دما بسیار شکننده می‌شود، نمونه‌ها اغلب به مجموعه ای از قطعات ریز شکسته می‌شوند که می‌توانند برای استخراج پروتئین حل شوند. برای این منظور گاهی از دستگاه‌های ضد زنگ شناخته شده به عنوان پودرکنندهٔ بافت استفاده می‌شود. مزایای این دستگاه‌ها شامل میزان بالای استخراج پروتئین از نمونه‌های کوچک و ارزشمند می‌باشد.
- جذب (Absorbance): خواندن در nm ۲۸۰ یا ۲۰۵ می‌تواند بسیار غیر دقیق باشد. تشخیص در محدوده ۱۰۰μg / ml به mg/ml 1 است.

نسبت خوانش‌های جذب در ۲۶۰/۲۸۰ می‌تواند نشان دهنده خلوص / آلودگی نمونه باشد (نمونه‌های خالص نسبت ۰٫۸> دارند)
- تست پروتئین برادفورد: تشخیص در محدوده ~ mg/mL1
- تست‌های مشتق شده از Biuret Test:

- تست Bicinchoninic اسید (BCA): تشخیص به ۰٫۵ میکروگرم در میلی لیتر
- تست پروتئین Lowry: تشخیص در محدودهmg/ml ۰٫۰۱–۱٫۰
- Fluorescamine: اگر آمین اولیه در اسیدهای آمینه وجود داشته باشد مقدار پروتئین‌ها و پپتیدهای موجود در محلول را تعیین می‌کند.
- Amido black: تشخیص در محدوده ۱–۱۲ μg/mL
- Colloidal gold: تشخیص در محدوده ۲۰–۶۴۰ ng/mL
- تشخیص نیتروژن

## روش‌های اختصاصی که می‌توانند مقدار یک پروتئین را شناسایی کنند
- روش‌های طیف‌سنجی:

- کروماتوگرافی مایع با کارایی بالا (HPLC): روش کروماتوگرافی برای تشخیص پروتئین یا پپتید
- طیف‌سنجی جرم/ کروماتوگرافی جامد (LC / MS): می‌تواند پروتئین‌ها را در غلظت‌های پایین (ng / mL به pg / ml) در خون و مایعات بدن تشخیص دهد.
روش‌های وابسته به آنتی بادی:
Enzyme-linked immunosorbent assay (ELISA): به‌طور اختصاصی می‌تواند پروتئین را به pg / ml تشخیص دهد.
Protein immunoprecipitation: تکنیک رسوب کردن آنتی ژن پروتئین خارج از محلول با استفاده از آنتی بادی که به‌طور اختصاصی به آن پروتئین ویژه متصل می‌شود.
- ایمونوالکتروفورز: جداسازی و مشخص کردن پروتئین بر اساس الکتروفورز و واکنش با آنتی بادی‌ها.
- Western blot: جفت شدن الکتروفورز ژل و انکوباسیون با آنتی بادی برای شناسایی پروتئین‌های خاصی در یک نمونه از بافت هموژن شده یا عصاره بافت (یک نوع روش ایمونوالکتروفورز).
- رنگ آمیزی ایمونولوژیکی پروتئین (Immunostaining Protein)
- ساختار پروتئین
- X-ray crystallography
- Protein NMR
- Cryo-electron microscopy
- Small-angle X-ray scattering